# Teodorówka (gmina Frampol)
Teodorówka – wieś w Polsce położona w województwie lubelskim, w powiecie biłgorajskim, w gminie Frampol.
| SIMC    | Nazwa   | Rodzaj    |
| ------- | ------- | --------- |
| 0887546 | Dół     | część wsi |
| 0887552 | Hucisko | część wsi |
| 0887569 | Koniec  | część wsi |

W latach 1975–1998 miejscowość należała administracyjnie do województwa zamojskiego. 
Wieś jest sołectwem w gminie Frampol. Według Narodowego Spisu Powszechnego z roku 2011 wieś liczyła 820 mieszkańców i była drugą co do liczby ludności miejscowością gminy.
W Teodorówce znajduje się zabytkowa studnia o głębokości 155 m – najgłębsza w gminie.